# Danmarks hertigdömen
Hertigdömen förekom i Danmark från 1115 till 1824. Titeln hertig ersatte den äldre titeln jarl. Liksom i Sverige har det även funnits ett antal titulärhertigar.
- Sønderjylland (även Slesvig, tyska Schleswig)
  - Knut Lavard (ca 1096–1131), jarl/hertig 1115–1131, son till kung Erik Ejegod (död 1103).
  - Valdemar Knutsen (1131–1182, som kung Valdemar den store), hertig 1146–1157, son till Knut Lavard.
  - Kristoffer Valdemarsøn (1150–1173), hertig 1167–1173, utomäktenskaplig son till Valdemar den store.
  - Valdemar Sejr (1170–1242), hertig 1182–1202, son till Valdemar den store.
  - Abel (1218–1252) 1237 (utnämnd 1232)–1250, kung av Danmark 1250, son till Valdemar Sejr.
  - Valdemar Abelsøn (död 1257, även kallad Valdemar III av Sønderjylland), hertig 1253–1257, son till Abel.
  - Erik Abelsøn (död 1272, även kallad Erik I av Sønderjylland), hertig 1260–1272, son till Abel.
  - Valdemar Eriksen d.ä. (död 1312, även kallad Valdemar IV av Sønderjylland), hertig 1283 (utnämnd 1272)–1312, son till Erik Abelsøn.
  - Erik Valdemarsøn (död 1325, även kallad Erik II av Sønderjylland), hertig 1312–1325, son till Valdemar Eriksen.
  - Valdemar Eriksen d.y. (1314–1364, även kallad Valdemar V av Sønderjylland, som kung av Danmark 1326–1329 Valdemar III), hertig 1325–1326 och 1330–1365, son till Erik Valdemarsøn.
  - Henrik Valdemarsøn (död 1375), hertig 1365–1375, son till Valdemar III.
- Nørrejylland
  - Knud Henriksen (död 1162), hertig 1157–1162, son till prins Henrik Skadelår (1090-1134).
- Estland
  - Knud Valdemarsøn (ca 1205–1260), hertig 1219–1227, son till Valdemar Sejr. Senare hertig av Blekinge, vilket sedermera byttes mot Lolland.
- Södra Halland (danska Sønderhalland)
  - Erik Knudsen (död 1304), hertig 1284–1304, son till hertig Knud Valdemarsøn
  - Kristofer Eriksen (1276–1332, som kung Kristofer II), hertig 1306–1320, son till Erik Klipping (ca 1249–1286).
  - Knud Porse (död 1330), hertig 1327–1330, den förste (av två) danske hertigen som inte hörde till kungahuset.
- Slesvig-Holstein-Sönderborg (danska Slesvig-Holsten-Sønderborg, tyska Schleswig-Holstein-Sonderburg)
1580–1622 delhertigdöme i danske kungens del av hertigdömen Schleswig och Holstein (se Danmarks historiska unioner).
  - Hans d.y. (1545–1622), hertig av Sønderborg och Plön (danska Pløn) 1580 (utnämnd 1564–1622, son till kung Kristian III av Danmark (1503–1559).
  - 1622 delades Sønderborg i Nordborg (danska Nørborg), Sønderborg, Glücksborg (danska Lyksborg, tyska Glücksburg), Ærø och Pløn. Hertigdömet Slesvig-Holstein-Sønderborg-Pløn skall inte förväxlas med det holsteinska grevskapet Holstein-Plön som existerade 1290-1340.
  - 1633 delades Ærø mellan de övriga.
  - 1667 drogs Sønderborg in till det danska kungahuset.
  - 1671 bröts Rethwisch ut ur Pløn.
  - 1709 uppgick Pløn i Nordborg.
  - 1729 uppgick Rethwisch i Nordborg.
  - 1779 drogs Nordborg in till det danska kungahuset.
  - 1824 drogs Glücksborg in till det danska kungahuset.

Élie Decazes, 1:e hertig Decazes och 1:e hertig av Glücksbierg (Franska: duc Decazes et de Glücksbierg, 28 september 1780 - 24 oktober 1860), var fransk statsman och 1818 upphöjd till dansk hertig av Glücksbierg (primogenitur).